# Клан Мак Грах

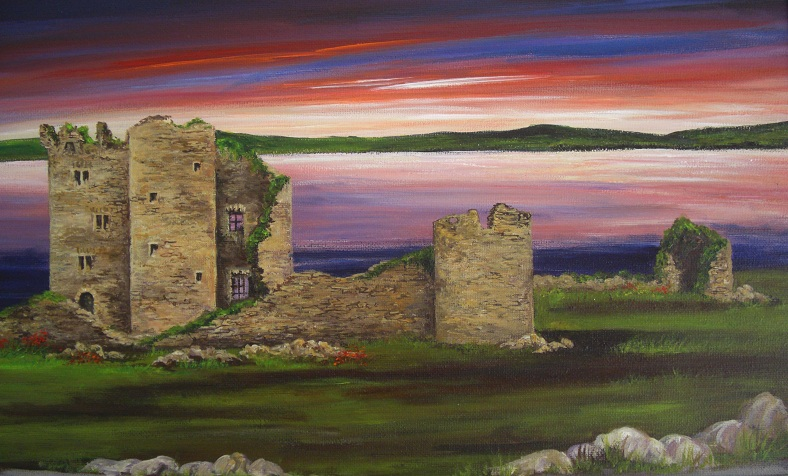
Замок Мак Грах в графстві Донегол.

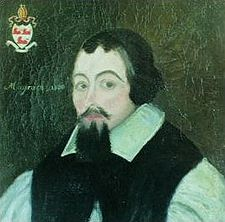
Архієпископ Мілер Мак Грах.

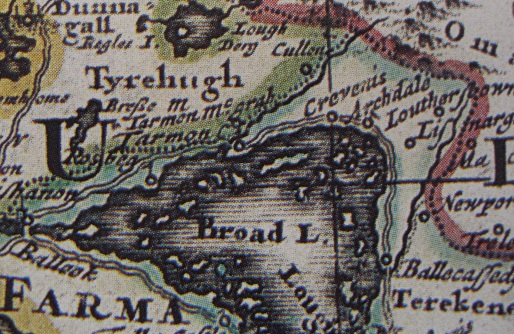
Карта баронства Тірех'ю з володіннями клану Мак Грах та замком Мак Грах.

Клан Мак Грах (англ. Clan McGrath, ірл. Clann Mac Craith) — один із кланів Ірландії. Є версія, що назва клану походить від ірландських слів Маг Рах (ірл. Mag Raith) — Поле Битви. Клан в різних варіантах своєї назви згадується в різних ірландських літописах — в «Літописі Чотирьох Майстрів», «Літописі Ольстера». Клан в давні часи володів землями в королівстві Томонд — королівстві, що існувало до англо-норманського завоювання Ірландії і утворилося на півночі королівства Манстер (Муму). Згідно традиційної історії Ірландії клан виник як септа клану Дал г-Кайс, який заснував король Манстеру Кормак Кас, що жив в III столітті. Згідно іншої версії засновником клану Мак Грах був чоловік на ймення Крах (ірл. Craith). Мак Крах — сини Краха. Крах ірландською мовою означає «благодать». Таким чином назва клану буквально перекладається як Сини Благодаті. Існує багато варіантів назви клану: Маграх (Magrath), МакКроу (McGraw), Макре (Macrae), МакКре (MacCrae), МакКрех (McCreagh), МакГрайх (MacGraith), Меграс (Megrath), МакРе (MacReagh), МакКроу (MacCraw), МакКрех (McCreath), МакГре (MacGrae), Макрайс (Makrayth), МакКрей (McKray).
Клан виник в XI столітті. Клан має багато септ і кожна септа має свого вождя.

## Титули вождів клану Мак Грах
- Протектор Пріорату Лох-Дерг (XII—XVII ст.)
- Оллам (вища поетична ступінь) клану О'Браєн та королів Томонду (XII—XVI ст.)
- Покровитель школи бардів Кахір (XVI ст.)
- Єпископ Страсбурзький (1705)
- Єпископ Корка і Клойна (11676 — 1693)
- Єпископ Дубліна (1676—1693)
- Архієпископ Кашеля (1571—1622)
- Єпископ Клогера (1570—1571)
- Єпископ Дауна і Коннора (1565—1580)
- Архиєпископ Арми (1564)
- Предстоятель всієї Ірландії (1564)
- Єпископ Клонферта (Матвій Мак Крах, 1482)
- Єпископ Кіллалу (Дермот Мак Крах, 1463)
- Єпископ Кіллалу (Тадг Мак Крах, 1423)
- Єпископ Кіллалу (Махгамон Мак Крах, 1391)
- Єпископ Арда (Симон Мак Крах, 1224)

## Король Бріан Бору та клан Мак Крах
У часи правління верховного короля Ірландії Бріана Бору (941—1014) клан Мак Крах ще не існував, але судячи по всьому клан був споріднений з цим королем і виникнення клану Мак Крах пов'язане з династією Бріана Бору. Історичні джерела говорять, що клан Мак Крах походить від батька Бріана Бору — короля Манстера Кіннеде. Коли король Бріан Бору загинув, то чисельні нащадки та родичі його батька теж претендували на трон. Вони стали засновниками і вождями цілої низки кланів. Проте лінія, яка утворила клан Мак Крах була витіснена з панування. Батько Бріана Бору — Кіннеде мав підтримку клану О'Ніл — королівського клану з північної частини Ірландії. Саме ця підтримка зумовила його зліт і могутність. Цей зв'язок з О'Нілами, що були правителями в королівствах Тір Еогайн (Тірон) та інших дрібних королівствах Ольстера, спонукав клан Мак Крах переселитися на північ Ірландії — на береги озера Лох Дерг, в Тірон, Фермана, Донегол. Клан Мак Крах утворив свого роду буферну зону між володіннями О'Нілів та володіннями клану О'Доннелл в королівстві Тір Коннелл.

## Ранні повідомлення
Найперша згадка про клан Мак Грах в історичних джерелах датується 1086 роком. Цей Мак Грах був пов'язаний з кланом О'Браєн та королівством Томонд. Ці Мак Грахи служили вождям клану О'Браєн та королям Томонду як професійні придворні поети — філіди та барди. Раннє походження клану Мак Грах виглядає так: Лоркан → Кіннеде → Етхтігенр (брат Бріана Бору) → Флан → Крах (засновник клану Мак Крах).
Крах — засновник клану народився десь біля 970 року. У 1097 році «Літопис Інісфалена» повідомляє про клан Мак Крах як про окремий клан. Судячи по всьому Мак Крахи були відомими в свій час поетами. якщо їхні імена згадуються в літописах. Шкода, що їхні твори до нас не дійшли.

## Мак Грахи Ольстера та замок Терманн Мак Крах
Замок Мак Грах або як ще його називають Термонмакграх або Термон досі стоїть в Ольстері — в нинішньому графстві Донегол. Замок стоїть біля сучасного селища Петтіго, біля озера Лох Дерг та острова, що є місцем паломництва. На північ від цих земель є замок Каррайг Мак Грах біля селища Баллібофі. Цей замок був місцем іавгурації вождів клану Мак Грах.
Вожді клану Мак Грах були спадковими покровителями островів паломництва на озері Лох Дерг. Вони повинні були забезпечити безпеку і охорону паломників. «Літопис Ольстера» описує походження клану Мак Грах та імена їх вождів з XII по XVII століття, коли землі були конфісковані в клану Мак Грах. Там же є повідомлення про замок Термон.
Замок Термон був у володіннях вождя клану Мак Грах і перебував під покровительством місцевого святого — Давога. Про цей замок літописи пишуть також як про замок Святого Давога аж до кінця XV століття. З 1496 року «Літопис Ольстера» називає цей замок як Терман Мік Крах, і зазначає, що володарі замку є спадковими Коварба (ірл. — Comharba) — захисники паломників.

## Архієписком Мілер Мак Грах (1523—1622)
Одним із найвідоміших Мак Грахів з замку Термон був Архієпископ Мілер Мак Грах (Майлер Мак Грах). Він прожив 100 років. Мілер був сином вождя клану Мак Грах — Донхада. Змолоду він вибрав шлях релігійного діяча. Він став монахом з ордена францисканців, навчався в Римі, де був знайомий з ірландськими єпископами Дауна та Коннора. Мілер був родичем ірландського ватажка Шейна О'Ніла Гордого, тому теж брав участь у політичних інтригах, змовах та повстаннях. Запровадження протестантизму в Ірландії англійською владою та репресії проти католиків змусили його вести ще й гру на релігійному ґрунті, приймаючи то протестантизм, то ведучи боротьбу за католицьку церкву. Це тривало до 1580 року, коли Мілера звинуватили в єресі і позбавили сану.
Мілер мав сильний вплив і владу в Ірландії, особливо після 1571 року, коли він став архієпископом Кашеля. Мілер привів озброєні загони людей з клану Мак Грах з півдня Ірландії в замок Термон. Нащадки цих людей досі живуть в графстві Тіпперері. Мілер деякий час контролював землі Тіпперері. У той час він постійно мав з собою меч і був вдягнений в обладунки — йому постійно загрожувала небезпека. Мілер одружився з Емі — дочкою вождя клану О'Мера. Мав з нею 4 синів і 2 дочок.
Мілер помер у 1622 році маючи вік 100 років. На могильному камені він зображений в одязі католицького єпископа. Згідно переказів Мілер повернувся до католицької віри перед смертю. Також на камені був вирізаний герб вождів клану Мак Грах. Це найкраще зображення герба вождів клану Мак Грах які дійшли до нашого часу.

## Вожді клану Мак Грах в 1290—1700 роках
- Гіолла Адамнан Мак Крах
- Ніколас мак Гіолла Мак Крах
- Муйріс мак Ніколас Мак Крах
- Марк мак Муйріс Мак Крах
- Шон Великий мак Муйріс Мак Крах
- Метью Мак Крах — брат Шона Великого
- Шон Бью Вогненне Волосся — син Шона Великого
- Діармуд мак Марк мак Муйріс Мак Крах
- Рорі мак Діармуд мак Марк Мак Крах
- Торлух мак Ендрю Мак Крах
- Мак Крах (1549—1562) — власне ім'я невідоме
- Доннха Мак Крах — батько архієпископа Мілера Мак Краха
- Джеймс Мак Крах — син арієпископа Мілера Мак Краха
- Турлу мак Джеймс Мак Крах — капітан, очолював загін повстанців під час війни за незалежність Ірландії 1640—1652 років.
- Бріан мак Турлу Мак Крах — повстанець, якобіт, прихильник короля Джеймса II.
- Шеймус Ог мак Турлу Мак Крах Термон
- Реамон мак Шеймус Ог Мак Крах Термон

## Септа клану Мак Грах з графства Тіпперері
У 1654 році в графстві Тіпперері жили три гілки клану Мак Грах. Одна гілка — це нащадки арх-ієпископа Мілера та його родичів. Жили в центральній частині графства Тіпперері. Друга жила на північному заході графства Тіпперері, третя — в районі Кахір. Люди з клану Мак Грах, що жили в королівстві Томонд переселились в Тіпперері в XVI столітті і створили там свою школу бардів. Мак Грахи жили також в замку Лохлохері аж до того часу, поки Олівер Кромвель не конфіскував в ірландців замки та землі. Але нащадки цих людей досі живуть в селищі Лохлохері. Деякі Мак Грахи з Тіпперері переселились в графства Лімерик та Вотерфорд.

## Септа Мак Грахів з Вотерфорда
Найбільш відома в графстві Вотерфорд септа клану Мак Грах, яка називає себе Мак Краг. Ці люди живуть на схилах гір Кнокмелдаун. Ці люди переселились з королівства Томонт і були пов'язані з королями Десмонда та ФітцДжердами. Кланам О'Браєн та Мак Грах в свій час були даровані ці землі для захисту володінь графів Десмонд з півночі. Вождем септи був в 1600 році Філіп Мак Грах з Сліаб Гуа, що збудував замок Следі в 1628 році. Замок досі стоїть між селищами Каппаквін та Клонмел. Зберігся також замок в горах, де Філіп жив до будівництва замку Следі. Замок Аббейсайд, що біля Дунгарвана побудував клан Мак Грах десь біля 1500 року. Ця гілка Мак Грахів була захисниками та покровителями сусіднього Августинського абатства. Цей замок був остаточно зруйнований в 1960 році.

## Клан Мак Грах сьогодні
Нині клан Мак Грах різними септами з Томонда та Ольстера. Септи визнаються окремими кланами радою Фінте на г-Еренн (ірл. — Finte na hEireann) — радою вождів кланів Ірландії. Кожну септу клану Мк Грах очолює свій Кен Фіне (ірл. — Ceann Fine). Кен Фіне септи Мак Грахів з Ольстера є Шон Алусдранн Мак Крах. Кен Фіне септи клану Мак Грах з Томонду є Ден Мак Грах.